# ジ・エッジヘッズ

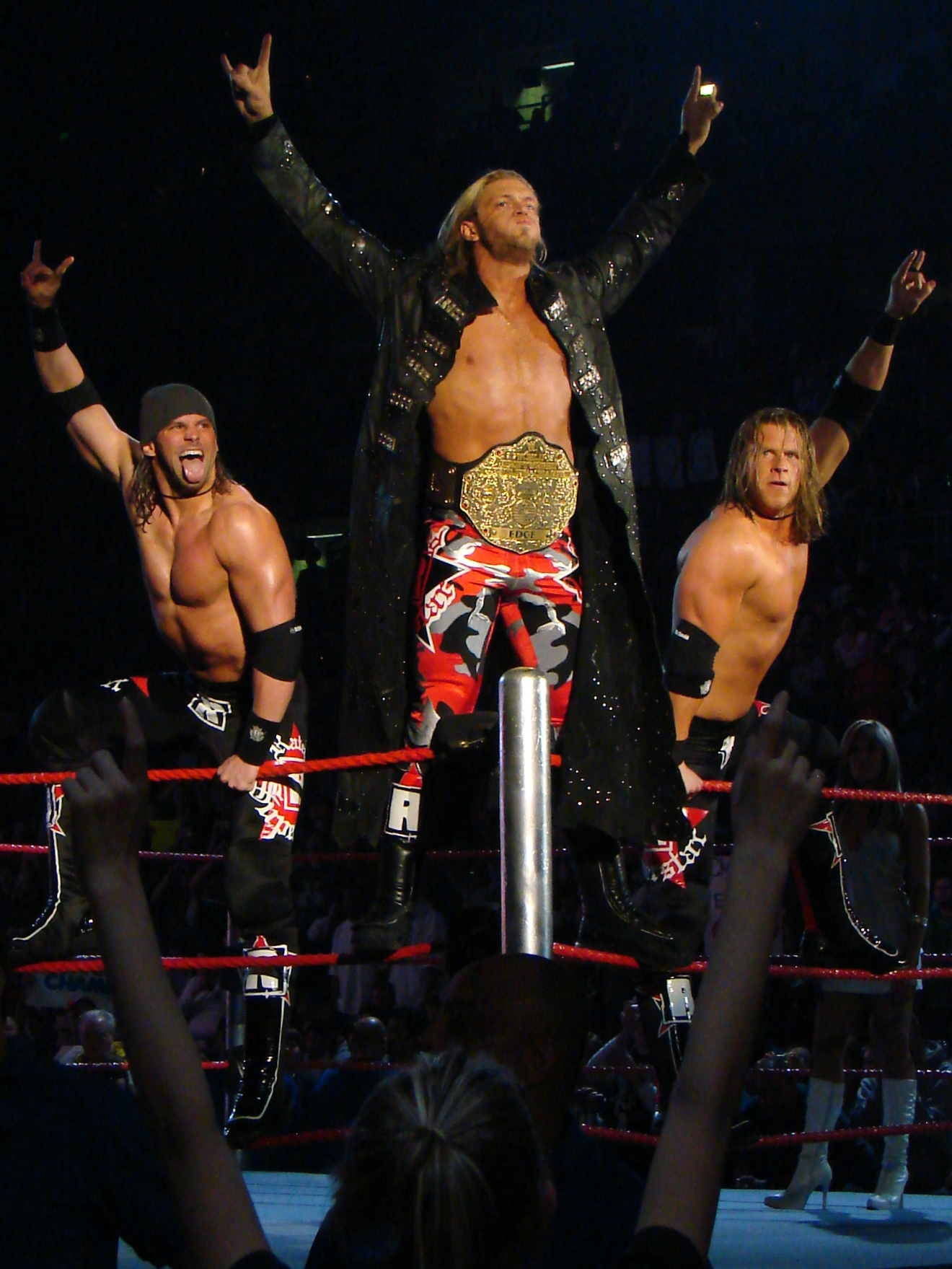
左から、ザック・ライダー、エッジ、カート・ホーキンス

ジ・エッジヘッズ (The Edgeheads) は、アメリカ合衆国のプロレス団体WWEに登場するユニットである。カート・ホーキンスとザック・ライダーで構成される。元々エッジヘッドとはエッジのファンを指す呼称である。

## 経歴
2007年5月1日にメジャー・ブラザーズ(Major Brothers)としてECWでデビューした。その後RAWにて行われたドラフトによって、スマックダウンに移籍。しばらくベビーフェイスとして活躍してきたが、あまり人気が出なかったため12月に行われたアルマゲドンでエッジの勝利を手伝いヒールターンした。それまで二人はブライアン・メジャー、ブレット・メジャーと名乗っていたがこれを機にカート・ホーキンス、ザック・ライダーと名乗る。その後もエッジの手下として、エッジの恋人でもありゼネラルマネージャーのヴィッキー・ゲレロとともに活動している。
2008年7月のグレート・アメリカン・バッシュでWWE・タッグチーム王座を獲得するも、9月26日に行われたスマックダウンでカリート、プリモ・コロン組によって同王座を奪われている。そして2009年の追加ドラフトでライダーはECWに移籍し、ホーキンスはスマックダウンに残留（実際はディベロップメント契約に降格のうえFCWで再調整）したためタッグ解散となる。
その後ライダーは大幅なギミックチェンジを実施した後、ECW解散に伴ってRAWに移籍、ホーキンスは再昇格後ヴァンス・アーチャーのタッグ結成を経てシングルプレイヤーに転向していたが、2011年4月のドラフトでホーキンスがRAWに移籍し再び同一リーグの所属となる。そして5月12日放送のWWE・スーパースターズで行われたウラジミール・コズロフ戦で苦戦するライダーをホーキンスが援護する形でタッグを再結成し、翌週放送の5月19日にはサンティーノ・マレラ、ウラジミール・コズロフ組と対戦した（結果は敗戦）。またその際には実況のスコット・スタンフォードにより「メジャー・ブロウスキーズ」「ブロウスキー・ブラザーズ」とかつての兄弟ギミックにちなんだタッグ名で呼ばれていた。

## 入場曲
- In The Middle of It Now(Disciple)
- Radio（2011年のタッグ結成後の入場曲）

## 獲得タイトル
WWE
- WWE/ロウ・タッグ王座：2回